# Georges Gurvitch
Georges Gurvitch  (translitera al idioma ruso: Гео́ргий Дави́дович Гу́рвич; 11 de noviembre de 1894 en  Novorossiysk, Rusia - 12 de diciembre de 1965 en París, Francia) fue un sociólogo y jurista de origen ruso, obtuvo la nacionalidad francesa en 1928. A pesar de su dedicación académica fue objeto de un atentado en 1965 por la OAS, en virtud de sus declaraciones a favor de la solución negociada de los conflictos. A raíz de este episodio, su salud afectada por una enfermedad cardiaca, empeoró y falleció al poco tiempo.
Es considerado uno de los principales sociólogos de su época y un especialista en la sociología del conocimiento. En 1944 fundó la revista Cahiers Internationaux de Sociologie.

## Libros publicados
- Essai de Sociologie, (1939)
- Sociology of law, (1942)
- The Bill of Social Rights, (1945)
- La vocation actuelle de la sociologie, (1950)
- Le concept des classes sociales de Marx à nos jours, (1954)
- The Spectrum of Social Time, (1958)
- Dialectique et sociologie, (1962)
- The Social Frameworks of Knowledge (1972)